# والنتین باربرو
والنتین باربرو (انگلیسی: Valentin Barbero؛ زادهٔ ۱۳ ژوئیهٔ ۲۰۰۰) بازیکن فوتبال اهل آرژانتین است.